# 1872年
1872年（1872 ねん）は、西暦（グレゴリオ暦）による、月曜日から始まる閏年。

## 他の紀年法
- 干支：壬申
- 日本（天保暦）
  - 明治4年11月21日 - 明治5年12月2日
  - 皇紀2532年
- 清：同治10年11月21日 - 同治11年12月2日
- 朝鮮
  - 李氏朝鮮・高宗9年
  - 檀紀4205年（非公用）
- 阮朝（ベトナム）：嗣徳24年11月21日 - 嗣徳25年12月2日
- 仏滅紀元：2414年 - 2415年
- イスラム暦：1288年10月19日 - 1289年11月1日
- ユダヤ暦：5632年4月20日 - 5633年4月1日
- 修正ユリウス日(MJD)：4793 - 5158
- リリウス日(LD)：105634 - 105999

※皇紀は、太陽暦採用と共に1873年に施行された。

※檀紀は、大韓民国で1948年9月25日に法的根拠を与えられたが、1961年年号廃止の法令を制定に伴い、1962年1月1日からは公式な場での使用禁止。

## カレンダー
| 1月 |    |    |    |    |    |    |
| 日  | 月 | 火 | 水 | 木 | 金 | 土 |
|     | 1  | 2  | 3  | 4  | 5  | 6  |
| 7   | 8  | 9  | 10 | 11 | 12 | 13 |
| 14  | 15 | 16 | 17 | 18 | 19 | 20 |
| 21  | 22 | 23 | 24 | 25 | 26 | 27 |
| 28  | 29 | 30 | 31 |    |    |    |
|     |    |    |    |    |    |    |

| 2月 |    |    |    |    |    |    |
| 日  | 月 | 火 | 水 | 木 | 金 | 土 |
|     |    |    |    | 1  | 2  | 3  |
| 4   | 5  | 6  | 7  | 8  | 9  | 10 |
| 11  | 12 | 13 | 14 | 15 | 16 | 17 |
| 18  | 19 | 20 | 21 | 22 | 23 | 24 |
| 25  | 26 | 27 | 28 | 29 |    |    |
|     |    |    |    |    |    |    |

| 3月 |    |    |    |    |    |    |
| 日  | 月 | 火 | 水 | 木 | 金 | 土 |
|     |    |    |    |    | 1  | 2  |
| 3   | 4  | 5  | 6  | 7  | 8  | 9  |
| 10  | 11 | 12 | 13 | 14 | 15 | 16 |
| 17  | 18 | 19 | 20 | 21 | 22 | 23 |
| 24  | 25 | 26 | 27 | 28 | 29 | 30 |
| 31  |    |    |    |    |    |    |
|     |    |    |    |    |    |    |

| 4月 |    |    |    |    |    |    |
| 日  | 月 | 火 | 水 | 木 | 金 | 土 |
|     | 1  | 2  | 3  | 4  | 5  | 6  |
| 7   | 8  | 9  | 10 | 11 | 12 | 13 |
| 14  | 15 | 16 | 17 | 18 | 19 | 20 |
| 21  | 22 | 23 | 24 | 25 | 26 | 27 |
| 28  | 29 | 30 |    |    |    |    |
|     |    |    |    |    |    |    |

| 5月 |    |    |    |    |    |    |
| 日  | 月 | 火 | 水 | 木 | 金 | 土 |
|     |    |    | 1  | 2  | 3  | 4  |
| 5   | 6  | 7  | 8  | 9  | 10 | 11 |
| 12  | 13 | 14 | 15 | 16 | 17 | 18 |
| 19  | 20 | 21 | 22 | 23 | 24 | 25 |
| 26  | 27 | 28 | 29 | 30 | 31 |    |
|     |    |    |    |    |    |    |

| 6月 |    |    |    |    |    |    |
| 日  | 月 | 火 | 水 | 木 | 金 | 土 |
|     |    |    |    |    |    | 1  |
| 2   | 3  | 4  | 5  | 6  | 7  | 8  |
| 9   | 10 | 11 | 12 | 13 | 14 | 15 |
| 16  | 17 | 18 | 19 | 20 | 21 | 22 |
| 23  | 24 | 25 | 26 | 27 | 28 | 29 |
| 30  |    |    |    |    |    |    |
|     |    |    |    |    |    |    |

| 7月 |    |    |    |    |    |    |
| 日  | 月 | 火 | 水 | 木 | 金 | 土 |
|     | 1  | 2  | 3  | 4  | 5  | 6  |
| 7   | 8  | 9  | 10 | 11 | 12 | 13 |
| 14  | 15 | 16 | 17 | 18 | 19 | 20 |
| 21  | 22 | 23 | 24 | 25 | 26 | 27 |
| 28  | 29 | 30 | 31 |    |    |    |
|     |    |    |    |    |    |    |

| 8月 |    |    |    |    |    |    |
| 日  | 月 | 火 | 水 | 木 | 金 | 土 |
|     |    |    |    | 1  | 2  | 3  |
| 4   | 5  | 6  | 7  | 8  | 9  | 10 |
| 11  | 12 | 13 | 14 | 15 | 16 | 17 |
| 18  | 19 | 20 | 21 | 22 | 23 | 24 |
| 25  | 26 | 27 | 28 | 29 | 30 | 31 |
|     |    |    |    |    |    |    |

| 9月 |    |    |    |    |    |    |
| 日  | 月 | 火 | 水 | 木 | 金 | 土 |
| 1   | 2  | 3  | 4  | 5  | 6  | 7  |
| 8   | 9  | 10 | 11 | 12 | 13 | 14 |
| 15  | 16 | 17 | 18 | 19 | 20 | 21 |
| 22  | 23 | 24 | 25 | 26 | 27 | 28 |
| 29  | 30 |    |    |    |    |    |
|     |    |    |    |    |    |    |

| 10月 |    |    |    |    |    |    |
| 日   | 月 | 火 | 水 | 木 | 金 | 土 |
|      |    | 1  | 2  | 3  | 4  | 5  |
| 6    | 7  | 8  | 9  | 10 | 11 | 12 |
| 13   | 14 | 15 | 16 | 17 | 18 | 19 |
| 20   | 21 | 22 | 23 | 24 | 25 | 26 |
| 27   | 28 | 29 | 30 | 31 |    |    |
|      |    |    |    |    |    |    |

| 11月 |    |    |    |    |    |    |
| 日   | 月 | 火 | 水 | 木 | 金 | 土 |
|      |    |    |    |    | 1  | 2  |
| 3    | 4  | 5  | 6  | 7  | 8  | 9  |
| 10   | 11 | 12 | 13 | 14 | 15 | 16 |
| 17   | 18 | 19 | 20 | 21 | 22 | 23 |
| 24   | 25 | 26 | 27 | 28 | 29 | 30 |
|      |    |    |    |    |    |    |

| 12月 |    |    |    |    |    |    |
| 日   | 月 | 火 | 水 | 木 | 金 | 土 |
| 1    | 2  | 3  | 4  | 5  | 6  | 7  |
| 8    | 9  | 10 | 11 | 12 | 13 | 14 |
| 15   | 16 | 17 | 18 | 19 | 20 | 21 |
| 22   | 23 | 24 | 25 | 26 | 27 | 28 |
| 29   | 30 | 31 |    |    |    |    |
|      |    |    |    |    |    |    |

## できごと

### 1月
- 1月2日（明治4年11月22日） - 府県廃合を完了（3府72県）[要出典]
- 1月7日（明治4年11月27日） - 県治条例制定（交番設置記念日）[要出典]
- 1月11日（明治4年12月2日） - 学制取調掛を任命（箕作麟祥ら11名）
- 1月15日（明治4年12月6日） - 岩倉使節団: 米国サンフランシスコ着

### 2月
- 2月4日（明治4年12月26日） - 東京裁判所設置（日本最初の裁判所）
- 2月16日（明治5年1月8日） - 仙台県が宮城県に改称[1]。
- 2月20日 - メトロポリタン美術館開館（1870年創立）

### 3月
- 3月1日 - 米国でイエローストーン国立公園が認定（世界初の国立公園）
- 3月5日 - 米国でウェスティングハウスが空気ブレーキの特許を取得
- 3月7日（明治5年1月28日） - 赤坂溜池に渡船設置を許可
- 3月8日（明治5年1月29日） - 初の全国戸籍調査実施（総人口3311万825人）
- 3月10日（明治5年2月2日） - 横浜公会（後の日本基督公会）設立（日本最初のプロテスタント教会）
- 3月14日（明治5年2月6日） - 浜田地震（M7.1、死者約550名）
- 3月23日（明治5年2月15日） - 田畑永代売買禁止令（土地永代売買の禁）廃止
- 3月29日（明治5年2月21日） - 東京日日新聞創刊（条野伝平ら）

### 4月
- 4月3日（明治5年2月26日） - 銀座大火。兵部省より出火し銀座・京橋・築地大火（焼失2926戸、築地精養軒ホテル、築地ホテル館全焼、銀座煉瓦街由来）
- 4月5日（明治5年2月28日） - 陸軍省・海軍省設置（兵部省廃止）
- 4月8日（明治5年3月1日） - 東京府内で郵便施行（5月に全国拡大）
- 4月16日（明治5年3月9日） - 近衛條令制定（御親兵改組）
- 4月17日（明治5年3月10日）
  - 文部省博覧会開幕（東京初の博覧会、 - 6月5日（明治5年4月30日））
  - 文部省博物館設立
- 4月19日（明治5年3月12日） - 鎮台條令制定
- 4月21日（明治5年3月14日） - 教部省設置（神祇省廃止）
- 4月24日 - ベスビオス火山噴火
- 4月23日（明治5年3月23日） - 赤坂離宮設置

### 5月
- 5月6日（明治5年3月29日） - 東京城を皇居と治定: これより京都行きは還幸ではなく行幸となる
- 5月8日（明治5年4月2日）
  - 書籍館開館（昌平坂学問所跡地、日本初の公共図書館）
  - いろは組（町火消）廃止
- 5月10日（明治5年4月4日） - 新潟で世直し一揆の悌輔騒動起こる
- 5月17日 - ボヘミアンクラブ創立
- 5月15日（明治5年4月9日） -  戸長・副戸長設置（庄屋・名主・年寄廃止）
- 5月21日（明治5年4月15日） - 玉川上水通船禁止
- 5月26日（明治5年4月20日） - 人力車渡世心得規則制定
- 5月31日（明治5年4月25日） - 太政官布告第133号が出され[2]、僧侶の肉食・妻帯・蓄髪が許可される

### 6月
- 6月3日（明治5年4月28日） - 教部省が三條教憲を発令
- 6月9日（明治5年5月4日） - ラムネの製造を許可
- 6月12日（明治5年5月7日） - 品川 - 横浜（後の桜木町）間で鉄道仮営業開始。品川駅・横浜駅（初代）開業
- 6月23日（明治5年5月18日） - 取締組を邏卒と改称
- 6月29日（明治5年5月24日） - 湊川神社創建（もと楠社）
- 6月30日（明治5年5月25日） - 大久保一翁が東京府知事となる

### 7月
- 7月1日（明治5年5月26日） - 全国に郵便施行
- 7月4日（明治5年5月29日）
  - 師範学校設置（湯島聖堂内）
  - イエズス会がドイツ帝国で違法となる
- 7月10日（明治5年6月5日） - 川崎駅・神奈川駅（現存せず）開業
- 7月15日（明治5年6月10日） - 郵便報知新聞（後の報知新聞）創刊（前嶋密ら）
- 7月18日 - 英国で秘密投票が導入

### 8月
- 8月2日（明治5年6月25日） - 自葬（神官・僧侶に依頼しない葬儀）を禁止
- 8月6日（明治5年7月3日） - 岩倉使節団: 米国ボストン発
- 8月16日（明治5年7月13日） - 岩倉使節団: 英国リバプール着
- 8月30日（明治5年7月27日） - マリア・ルス号事件の判決下り、清国人奴隷の解放を命ず。
- 壬申戸籍簿作成

### 9月
- 9月4日（明治5年8月2日） - 学制発布
- 9月20日（明治5年8月18日） - 横浜で第1回宣教師会議開催（新約聖書の共同翻訳を計画）

### 10月
- 10月14日（明治5年9月12日） - 新橋（後の汐留） - 横浜間で日本初の鉄道正式開業（鉄道の日）。翌日より運輸開始。新橋駅（初代）・鶴見駅開業。
- 10月31日（明治5年9月29日） - 横浜で日本初のガス灯が点灯

### 11月
- 11月2日（明治5年10月2日） - 芸娼妓解放令（人身売買禁止）
- 11月4日（明治5年10月4日） - 富岡製糸場操業開始
- 11月5日 - 米国大統領選挙でグラントが勝利
- 11月9日 - 米国ボストンで大火
- 11月11日（明治5年10月11日） - 守田座が猿若町より新富町へ移転開場
- 11月28日（明治5年10月28日） - 運上所を税関と改称（税関の日）
- 内藤新宿動植物試験場（後の新宿御苑）設置

### 12月
- 12月3日（明治5年11月3日） - 日本国郵便蒸汽船会社設立（半官半民）
- 12月4日 - マリー・セレスト号事件発生
- 12月5日（明治5年11月5日） - 岩倉使節団: ヴィクトリア女王に謁見
- 12月8日（明治5年11月8日） - 違式詿違条例発令（施行11月13日）
- 12月9日（明治5年11月9日） - 改暦ノ詔書並太陽暦頒布（グレゴリオ暦導入を布告）
- 12月15日（明治5年11月15日） 
  - 国立銀行条例制定
  - 神武天皇即位紀元制定（1873年元旦実施）
- 12月16日（明治5年11月16日） - 岩倉使節団: 英国ロンドン発
- 12月21日 - 英軍艦チャレンジャーがポーツマスを出港（チャレンジャー号探検航海）
- 12月26日（明治5年11月26日） - 鎧橋完成（日本橋小網町）
- 12月28日（明治5年11月28日）
  - 徴兵の詔（徴兵令）
  - 石鐵県死刑囚蘇生事件
- 12月31日（明治5年12月2日） - 日本の暦法が翌日に旧暦（太陽太陰暦、天保暦）から新暦（太陽暦、グレゴリオ暦）へ切り替えられるのに伴い、日本の公式な暦においては、この日は28日早い大晦日となり、本来大の月(30日)であった明治5年12月は2日しかなくなり、12月3日から12月30日までが消滅する形となった。

## 誕生
- 1月6日 - アレクサンドル・スクリャービン、作曲家・ピアニスト（+ 1915年）
- 1月16日 - アンリ・ビュッセル、作曲家・指揮者・音楽教師（+ 1973年）
- 1月22日（明治4年12月13日） - 田山花袋、作家（+ 1930年）
- 2月1日（明治4年12月23日） - 徳田秋声、作家（+ 1943年）
- 2月11日（明治5年1月3日） - 築田多吉、看護師（+ 1958年）
- 2月23日（明治5年1月15日） - 平櫛田中、彫刻家（+ 1979年）
- 3月3日 - ウィリー・キーラー、メジャーリーガー（+ 1923年）
- 3月7日 - ピエト・モンドリアン、画家（+ 1944年）
- 3月25日（明治5年2月17日） - 島崎藤村、作家（+ 1943年）
- 3月25日 - ホレィシォ・ネルソン・ジャクソン、アメリカ合衆国を自動車で横断した最初の人物（+ 1955年）
- 3月31日（ユリウス暦3月19日）- セルゲイ・ディアギレフ、芸術プロデューサー（+ 1929年）
- 4月5日（明治5年2月28日） - 俵国一、冶金学者（+ 1958年）
- 4月9日 - レオン・ブルム、政治家、フランス第三共和政首相（+ 1950年）
- 4月10日（明治5年3月3日） - 板谷波山、陶芸家（+ 1963年）
- 5月1日 - ヒューゴ・アルヴェーン、音楽家（+ 1960年）
- 5月2日（明治5年3月25日） - 樋口一葉、小説家・作家・歌人（+ 1896年）
- 5月18日 - バートランド・ラッセル、哲学者・論理学者（+ 1970年）
- 5月19日（明治5年4月13日） - 市来乙彦、第10代日本銀行総裁、大蔵大臣（+ 1954年）
- 6月18日 - ユリウス・フチーク、作曲家・軍楽隊指揮者（+ 1916年）
- 7月1日 - ルイ・ブレリオ、ドーバー海峡を初横断したパイロット（+ 1936年）
- 7月4日 - カルビン・クーリッジ、第30代アメリカ合衆国大統領（+ 1933年）
- 7月8日（明治5年6月3日） - 佐佐木信綱、歌人・国文学者（+ 1963年）
- 7月16日 - ロアール・アムンセン、探検家（+ 1928年）
- 7月20日 - デオダ・ド・セヴラック、作曲家（+ 1921年）
- 8月21日 - オーブリー・ビアズリー、画家（+ 1898年）
- 8月28日（明治5年7月25日） - 杉村楚人冠、ジャーナリスト・随筆家（+ 1945年）
- 8月31日（ユリウス暦8月19日） - マチルダ・クシェシンスカヤ、バレエダンサー（+ 1971年）
- 9月5日 - アル・オース、メジャーリーガー（+ 1948年）
- 9月10日（ユリウス暦8月29日）- ウラディミール・アルセーニエフ、探検家（+ 1930年）
- 9月13日（明治5年8月11日） - 幣原喜重郎、外交官・第44代内閣総理大臣・第40代衆議院議長（+ 1951年）
- 10月3日 - フレッド・クラーク、メジャーリーガー（+ 1960年）
- 10月12日 - レイフ・ヴォーン・ウィリアムズ、作曲家（+ 1958年）
- 11月8日 - イェオリ・シュネーヴォイクト、指揮者・チェリスト（+ 1947年）
- 11月15日（明治5年10月15日） - 岡本綺堂、小説家・劇作家（+ 1939年）
- 12月9日 - サイ・セイモアー、メジャーリーガー（+ 1919年）
- 12月15日（明治5年11月15日）- 武田五一、建築家（+ 1938年）
- 12月25日（明治5年11月25日）- 添田唖蝉坊、演歌師（+ 1944年）

## 死去
- 1月13日（明治4年12月4日） - 河上彦斎、幕末の志士（* 1834年）
- 1月21日 - フランツ・グリルパルツァー、劇詩人（* 1791年）
- 1月24日 - ウィリアム・ウェッブ・エリス、ラグビーフットボールの発明者（* 1806年）
- 1月24日（明治4年12月15日） - 鉄翁祖門、南画家（* 1791年）
- 4月2日 - サミュエル・フィンレイ・ブリース・モールス、発明家、モールス符号の考案者（*1791年）
- 5月26日 - ウィリアム・スティンプソン、動物学者（* 1832年）
- 6月2日 - ベンジャミン・スタントン、第6代オハイオ州副知事（* 1809年）
- 7月18日 - ベニート・フアレス、メキシコ大統領（* 1806年）
- 7月26日（明治5年6月21日） - 山内豊信、土佐藩主（* 1827年）
- 9月1日 - アル・サーク、野球選手（* 1849年）
- 9月7日 - 伏見宮邦家親王、伏見宮第20代（* 1802年）
- 9月18日 - カール15世、スウェーデン・ノルウェー王（* 1826年）
- 9月19日 - 吉沢検校、音楽家（地歌三味線、箏曲、胡弓、平曲演奏家、作曲家、『千鳥の曲』作曲者）（* 1800年）
- 12月23日 - ジョージ・カトリン、画家（* 1796年）